# Picot de Mombasa
El picot de Mombasa (Campethera mombassica) és una espècie d'ocell de la família dels pícids (Picidae) que habita la selva i boscos del sud-est de Somàlia, costa de Kenya i nord-est de Tanzània.